# Ватагина, Ирина Васильевна
Ирина Васильевна Ватагина (23 сентября 1924 — 24 апреля 2007) — русская художница, иконописец, реставратор высшей категории, профессор Православного Свято-Тихоновского Богословского института.

## Биография
Родилась 23 сентября 1924 года в семье Василия Алексеевича Ватагина. Мать скульптора Николая Ватагина.
Как иконописец и реставратор сначала работала в церкви Илии Обыденного, затем в Николокузнецком храме (при протоиерее Всеволоде Шпиллере). После окончания Суриковского института несколько лет работала в Троице-Сергиевой лавре под руководством Марии Николаевны Соколовой (монахини Иулиании).
С 1964 года работала в музее имени Андрея Рублёва. С 1985 года занималась восстановлением Свято-Даниловского монастыря. С начала 1990-х гг. занималась восстановлением церкви Николая Чудотворца в Клённиках на Маросейке.

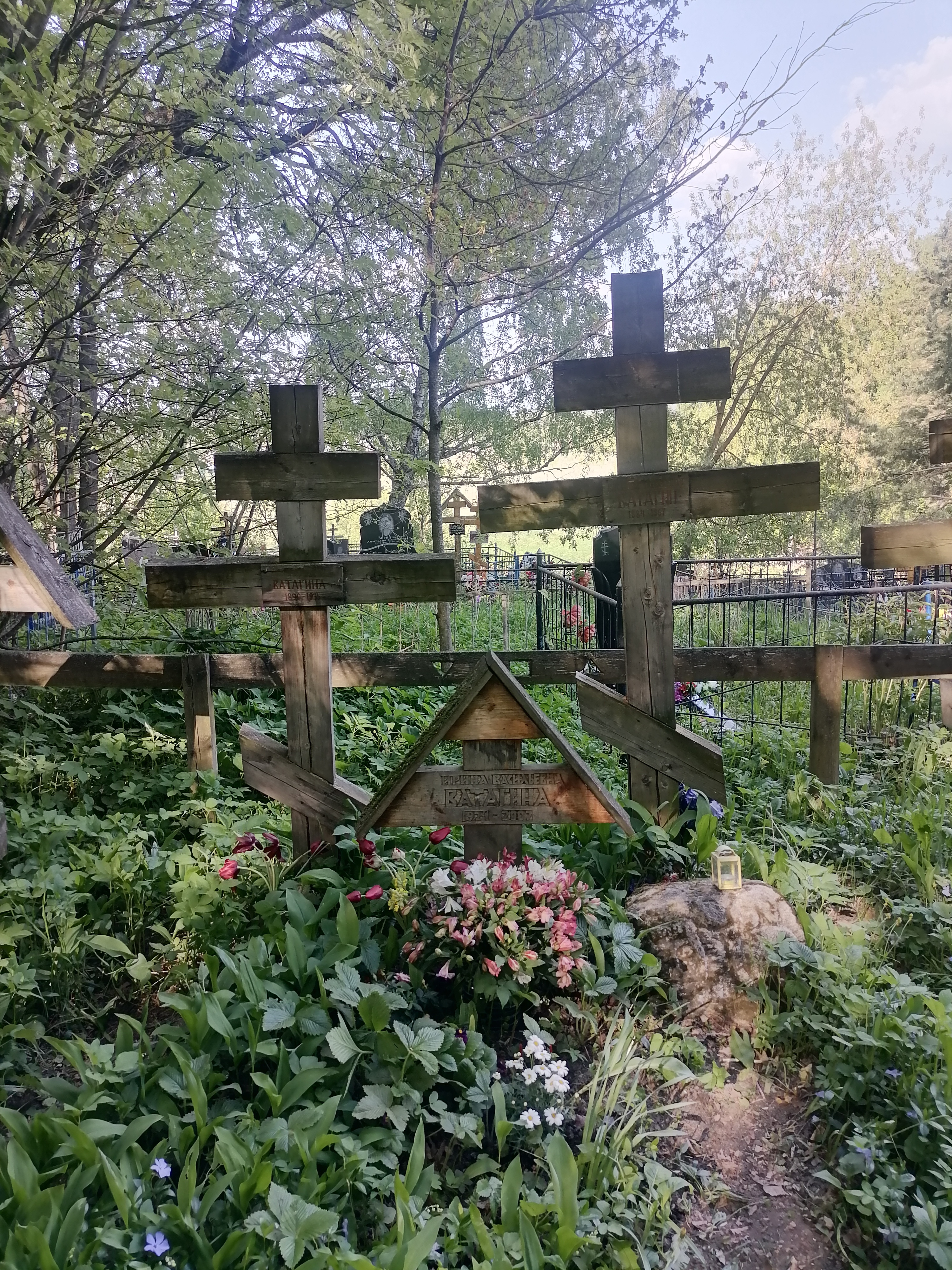
Семейное захоронение Ватагиных в Тарусе

Похоронена на Городском кладбище в Тарусе.
О ней протоиерей Владимир Воробьев писал:

Все, кто знал Ирину Васильевну, помнят её как праведницу, настоящую православную праведницу. Она была чудным, удивительно светлым, благодатным человеком, который дарил всем добро, любовь, радость, который дышал христианской верой и надеждой.